# Castle Walls
Castle Walls – piosenka hip-hopowa pochodząca z siódmego studyjnego albumu amerykańskiego rapera T.I. pt. No Mercy (2010). Napisany przez T.I., Aleksa da Kida i Skylar Grey oraz wyprodukowany przez samego da Kida, utwór nagrany został z gościnnym udziałem wokalistki pop Christiny Aguilery.
Piosenka porusza osobiste problemy T.I., który w 2010 przebywał w areszcie. „Castle Walls” został korzystnie przyjęty przez krytyków, którzy w swoich recenzjach chwalili jego ponury klimat, tekst oraz stosowny wokal Christiny Aguilery. Utwór, mimo braku wydania na singlu, odniósł umiarkowany sukces na listach przebojów singlowych i airplayowych w dwunastu krajach świata.

## Informacje o utworze

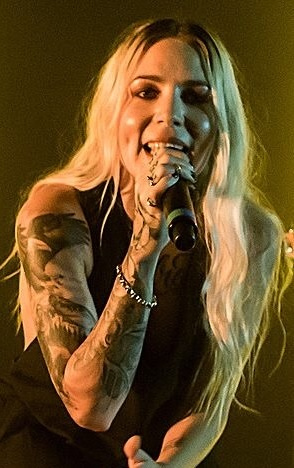
Współautorka utworu Skylar Grey.

Piosenka znajdowała się we własności Diddy’ego oraz grupy Dirty Money i miała powstać na rzecz eksperymentalnego albumu Diddy’ego Last Train to Paris (2010), lecz nie znalazła się na finalnej trackliście krążka. Raper zrzekł się „Castle Walls” i zaoferował nagranie T.I., który wkrótce je przyjął. Diddy zwrócił się do T.I., mówiąc: „Sadzę, że ten utwór pasuje do ciebie; wymownie świadczy o tym, przez co przechodzisz i jak się czujesz”. Początkowo tytuł utworu poprzedzony był przez zaimek przymiotny i brzmiał „These Castle Walls” (pol. te zamkowe ściany – przyp.). Kompozycja łączy w sobie muzykę hip-hopową z elementami elektroniki, przez co przynależy do podgatunku electrohopu. Nadine Cheung, redaktorka serwisu AOL Radio, dokonała interpretacji piosenki, pisząc: „W swojej najnowszej piosence ‘Castle Walls’ T.I. wyjaśnia nam, że życie nie potraktowało go dobrze. Po jedenastu miesiącach spędzonych przez rapera w więzieniu (muzyk został skazany na karę pozbawienia wolności za nielegalne posiadanie narkotyków oraz złamanie nakazu sądu – przyp.) tekst piosenki nabiera nowego znaczenia, szczególnie zapadający w pamięć refren śpiewany przez Aguilerę”.

### Plany wydania i pozycje na listach przebojów
We wstępnym etapie promocji albumu No Mercy rozważano wydanie „Castle Walls” jako pierwszego singla, jednak z planów zrezygnowano, gdy T.I. trafił do więzienia. Za inauguracyjny singel z krążka posłużył „Get Back Up”. 29 listopada 2010 roku utwór wyciekł do sieci. Wkrótce potem ukazała się alternatywna wersja fanowska utworu, w całości wykonywana przez Christinę Aguilerę, z T.I. rapującym tylko jedną zwrotkę. Ta nieoficjalna wersja, trwająca cztery minuty i dziesięć sekund (o osiemdziesiąt sekund krótsza od oryginału), zatytułowana została „Castle Walls Part 2". Na przełomie grudnia 2010 i stycznia 2011 roku ponownie planowano wydanie utworu w postaci singla. Plany raz jeszcze nie zostały zrealizowane, lecz 21 stycznia 2011 „Castle Walls” trafił do stacji radiowych; wówczas także opublikowano okładkę rzekomo wydawanego singla. W Polsce, wiosną 2011, utwór stał się przebojem radiofonii. „Castle Walls” notowany był na kilkunastu oficjalnych listach przebojów. Zajął między innymi drugą pozycję listy Creative Disc Top 50 Singles w Indonezji, szóste miejsce listy Gaon Top 100 Digital Songs w Korei Południowej oraz miejsce jedenaste wśród hitów rosyjskiego airplayu.

## Odbiór

### Recenzje
Singel spotkał się z pozytywnym przyjęciem krytyków muzycznych. Już w ciągu doby od premiery internetowej utworu dwie korzystne recenzje wydali: magazyn Idolator oraz muzyczny portal NeonLimelight. „Christina Aguilera może czuć się całkiem nieźle ze względu na swój debiutujący w kinach film Burleska, powinna jednak czuć się o wiele pewniej dzięki kolaboracji z raperem T.I. w pięknym utworze ‘Castle Walls’. Kawałek, który pojawi się na płycie T.I. No Mercy ma potencjał, by stać się hitem, podobnie, jak hitem został inny utwór producenta Aleksa da Kida, 'Love the Way You Lie'. (...)” – napisała Becky Bain w swym omówieniu dla Idolatora. Redaktor portalu internetowego NeonLimelight nadał swojemu artykułowi wymowny tytuł: „T.I. i Christina Aguilera przedstawiają ciężkie życie za 'zamkowymi ścianami'”. W swojej recenzji pamflecista jasno i klarownie dał do zrozumienia, że „Castle Walls” jest głównie popisem możliwości Aguilery: „(...) T.I. radzi sobie naprawdę nieźle i brzmi tak dobrze, jak zawsze, ale prawdziwą gwiazdą tego utworu jest Aguilera, która wiele zyskuje poprzez rezygnację ze swojego charakterystycznego śpiewu. Brzmi bardzo (...) delikatnie i ponuro, stosownie do klimatu piosenki.” Mateusz Natali (popkiller.pl) korzystnie odebrał tekst piosenki, uznając, że „dostajemy w nim pełne goryczy, ekshibicjonistyczne rozliczenie z wiedzącymi wszystko najlepiej ludźmi i mediami oraz z całym rap-biznesem; rozliczenie szczere, celne i rzadko spotykane.” Z pochwałą spotkał się przede wszystkim wokal Christiny Aguilery. Dziennikarka Nadine Cheung określiła go jako „surowy”.

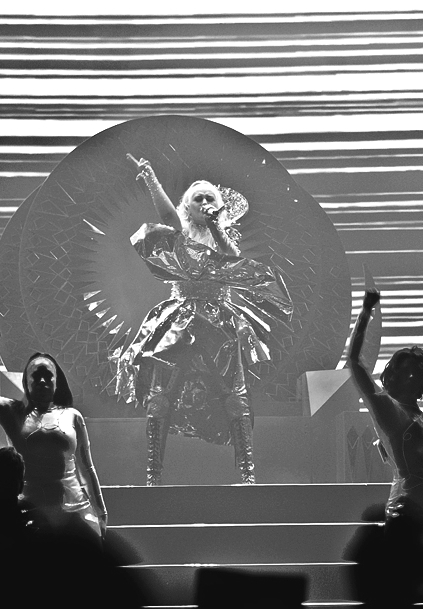
Aguilera w 2019 roku.

### Późniejsze opinie
Zdaniem Richarda Erica (witryna The Gospel Acording to Richad Eric), „Castle Walls” to jedna z najlepszych piosenek 2010 roku.

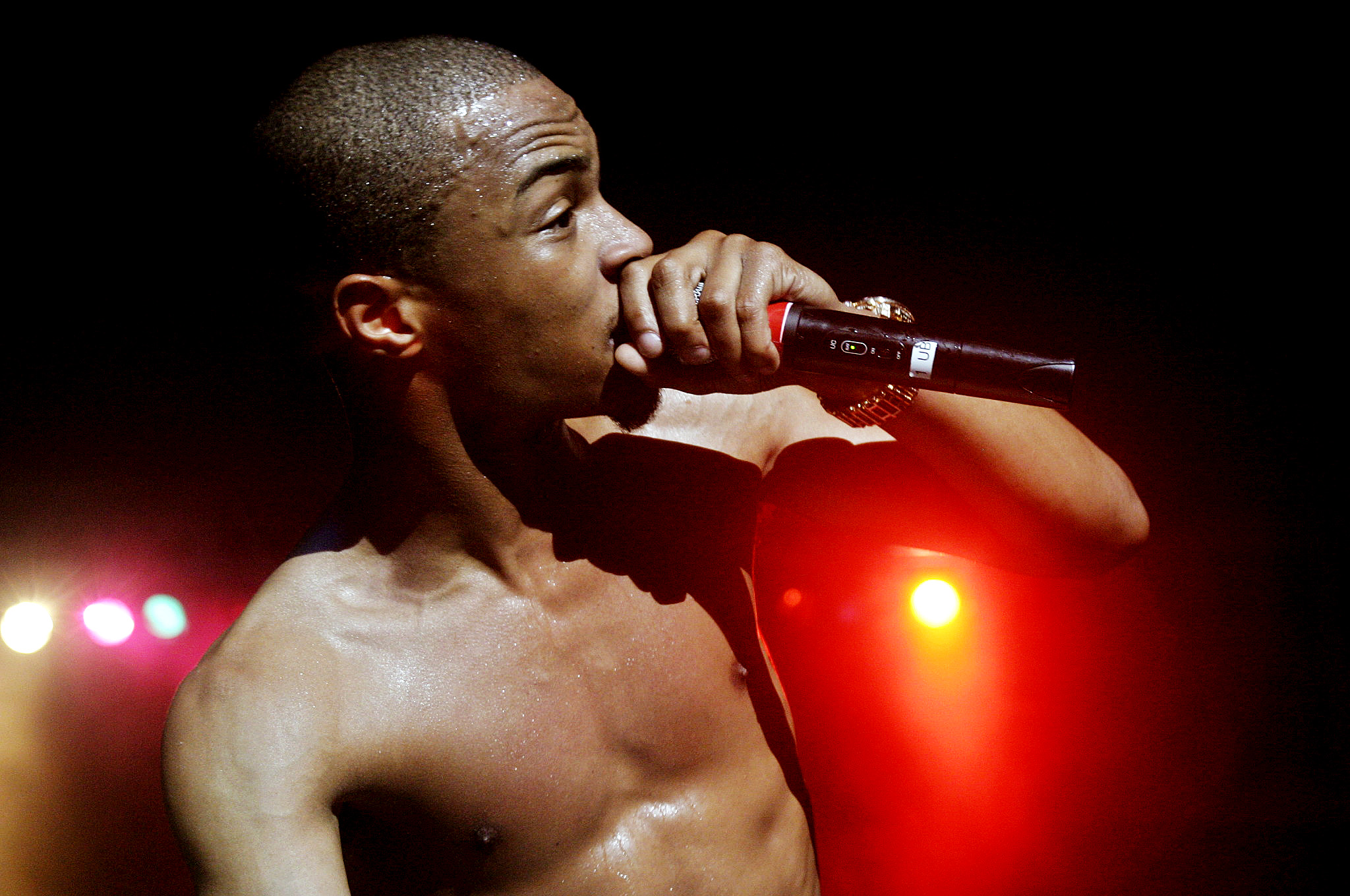
T.I. w 2006 roku.

## Teledysk
Choć finalnie niewydany, istnieje teledysk do utworu. Klip nakręcono nim T.I. został aresztowany za nielegalne posiadanie narkotyków. 23 listopada 2010 w sieci udostępniono fragment klipu, w celu promocji nadchodzącego wówczas albumu No Mercy.

## Spuścizna
Piosenka została wykorzystana w finałowym odcinku ostatniego sezonu programu T.I. & Tiny: The Family Hustle, nadawanego przez VH1 (2017). Reality show stanowi zapis życia T.I.’a oraz jego żony Tameki Cottle.

## Remiksy
| - fAux Dubstep Remix – 4:49 | - Dj Leonardo Remix – 5:59 |

## Twórcy
- Główne wokale/rap: Clifford Joseph „T.I.” Harris Jr.
- Wokale wspierające: Christina Aguilera
- Producent: Alex da Kid
- Autor: Clifford Joseph „T.I.” Harris Jr., Alex da Kid, Skylar Grey
- Inżynier masteringu: Chris Gehringer

## Pozycje na listach przebojów
| Kraj              | Notowanie (2010/2011)            | Wydawca               | Najwyższa pozycja |
| ----------------- | -------------------------------- | --------------------- | ----------------- |
| Czechy            | Top 100 Singles                  | IFPI                  | 27                |
| Gruzja            | Official Airplay Chart           | IFPI                  | 16                |
| Indonezja         | Top 50 Singles                   | Creative Disc         | 2                 |
| Liban             | Top 20 Singles                   | Mix FM                | 17                |
| Kanada            | Canadian Hot 100                 | Billboard             | 99                |
| Korea Południowa  | Top 100 Digital Songs            | Gaon Chart            | 6                 |
| Niemcy            | Deutsche Black Chart             | Deutsche Trend Charts | 16                |
| Polska            | Top 100 Airplay                  | IFPI                  | 13                |
| Polska            | Top 5 Airplay                    | ZPAV                  | 5                 |
| Rosja             | Official Airplay Chart           | Tophit                | 11                |
| Słowacja          | Top 100 Singles                  | IFPI                  | 31                |
| Stany Zjednoczone | Billboard Bubbling Under Hot 100 | Billboard             | 5                 |
| Stany Zjednoczone | Digital Songs                    | Billboard             | 70                |
| Stany Zjednoczone | Hot R&B/Hip-Hop Songs            | Billboard             | 84                |
| Stany Zjednoczone | Rap Digital Song Sales           | Billboard             | 17                |
| Szwecja           | Top 60 Singles                   | Sverigetopplistan     | 51                |

Notowania radiowe
| Kraj     | Notowanie (2011)  | Wydawca      | Najwyższa pozycja | Data osiągnięcia pozycji szczytowej |
| -------- | ----------------- | ------------ | ----------------- | ----------------------------------- |
| Polska   | Gorąca 20         | Radio Eska   | 2                 | 2011−02−25                          |
| Polska   | Hop Bęc           | RMF MAXXX    | 2                 | 2011−03−28                          |
| Polska   | POPLista          | RMF FM       | 2                 | 2011−05−09                          |
| Słowacja | Expres Music Show | Rádio Expres | 6                 | 2011−05−13                          |

### Listy końcoworoczne
| Kraj             | Notowanie (2010) | Wydawca    | Pozycja |
| ---------------- | ---------------- | ---------- | ------- |
| Korea Południowa | Top 100 Singles  | Gaon Chart | 196     |

| Kraj    | Notowanie (2011) | Wydawca | Pozycja |
| ------- | ---------------- | ------- | ------- |
| Liban   | Top 100 Airplay  | NRJ     | 23      |
| Rosja   | Top 200 Airplay  | Tophit  | 38      |
| Ukraina | Top 200 Airplay  | Tophit  | 98      |

## Sprzedaż i certyfikaty
| Kraj              | Wydawca | Certyfikat | Sprzedaż |
| ----------------- | ------- | ---------- | -------- |
| Stany Zjednoczone | RIAA    | złoto      | 500,000+ |